# Bombardier Challenger
Il Bombardier Challenger è un business jet usato per voli di medio-lungo raggio. 
L'aereo è caratterizzato da ali lunghe e sottili con winglet in posizione bassa; ha una coppia di turbofan GE CF34-3B montati nella sezione di coda della fusoliera e un'ampia deriva verticale a T con ampi piani orizzontali.

## Storia del progetto
Il Challenger è l'evoluzione del progetto di Bill Lear per un business jet veloce da 14 posti denominato LearStar 600; fu lanciato sul mercato con il nome di Challenger il 29 ottobre 1976. IL prototipo effettuò il primo volo l'8 novembre 1978 e la prima consegna ad un cliente del Challenger avvenne il 30 dicembre 1980. A tutt'oggi sono stati consegnati circa 1.000 esemplari di Challenger nelle differenti versioni.
Da notare che Bombardier ha utilizzato il Challenger come base per la realizzazione dei velivoli di linea regionali CRJ Series. Oltre a ciò l'esperienza del Challenger è servita per la realizzazione del lussuoso Bombardier Global Express.

## Varianti

### Serie 300
CL-300: versione del Challenger completamente riprogettata per creare un velivolo che potesse fare voli coast-to-coast degli Stati Uniti, mantiene comunque le dimensioni generali del Challenger CL-600. È anche conosciuto come BD-100 Continental.

### Serie 600
CL-600: prima versione del Challenger Con motori ALF-502 non più in produzione;
CL-601-1A: versione del CL-600 rimotorizzata con i più potenti GE CF34-3 al posto dei ALF502;
CL-601-3A: versione del CL-601-1A con miglioramenti ai motori e, molto più importante, l'installazione a bordo di un cockpit con schermi digitali (Glass Cockpit);
CL-601-3R: versione optinal del Cl601-3A per l'aumento dell'autonomia ottenuta installando un serbatoio nel cono di coda;
CL-604: versione del CL-601-3A con notevoli miglioramenti e un aumento dell'autonomia;
CL-605: versione entrata in produzione all'inizio del 2007, sostituisce la versione CL-604 con vari miglioramenti rispetto alla precedente versione sia di comfort che tecnici per mantenere il velivolo all'avanguardia;
CL-650
maggiore sviluppo del CL-605, caratterizzata dagli interni della cabina completamente ridisegnati, nuova avionica Rockwell Collins Proline 21 Enhanced, e un aumento del 5% della spinta al decollo.

### Serie 800
CL-800: versione della CRJ Series destinata alle compagnie aeree che eseguono voli Business; ha la particolarità di avere dei costi di gestione molto ridotti.

## Utilizzatori

### Civili
Svizzera
- REGA

Consegnati 3 CL-604, 1 CL-600 e 1 CL-601.
vedi CL-650

### Militari
Australia
- RAAF

3 CL-604 entrati in servizio nel 2002 e ritirati nel 2019.
 Canada
- Royal Canadian Air Force

4 consegnati in due lotti da 2 aerei nel 1982 e nel 1999. I primi due aerei sono stati ritirati il 6 giugno 2020.
 Cina
- Zhongguo Renmin Jiefangjun Kongjun

5 CL-870 da ricognizione consegnati e tutti in servizio al maggio 2018.
 Rep. Ceca
- Vzdušné síly armády České republiky

1 CL-601-3A entrato in servizio nel 1992.
 Croazia
- Hrvatsko ratno zrakoplovstvo i protuzračna obrana

2 CL-601 consegnati, 1 in servizio al marzo 2019.
 Danimarca
- Flyvevåbnet

4 CL-604 da pattugliamento marittimo consegnati e tutti in servizio al luglio 2019.
 Giordania
- Al-Quwwat al-Jawwiyya al-malikiyya al-Urdunniyya

1 CL-604 consegnato a febbraio 2022.